# Thermosipho
Thermosipho is een geslacht van weekdieren uit de klasse van de Gastropoda (slakken).

## Soorten
- Thermosipho auzendei (Warén & Bouchet, 2001)
- Thermosipho desbruyeresi (Okutani & Ohta, 1993)